# Juan de la Vega y Sandoval
Juan de la Vega y Sandoval (1854-1943) fue un pintor, conservador de museo y ensayista español.

## Biografía
Nacido el 4 de noviembre de 1854 en Sevilla, fue bautizado el día 13 del mismo en la parroquia de la Magdalena. Desde su infancia reveló aptitud para la pintura y en la escuela sevillana y bajo la dirección de Eduardo Cano de la Peña consiguió premios y distinciones honoríficas.
Como pintor tuvo predilección por el retrato. En la sala de Juntas de la Real Maestranza de Caballería de Sevilla había alrededor de una veintena de retratos de los maestrantes que obtuvieron la dignidad de teniente de hermano mayor, obra suya. Fue también fue autor de los retratos que había en el Rectorado y el Decanato de la Universidad de Sevilla de uno de sus rectores, Manuel de Bedmar y Aranda. Desde 1874 desempeñó el cargo de conservador en el Museo provincial de Sevilla. También realizó trabajos de heráldica.
Vega y Sandoval, que publicó obras como Cosas de perros y conocimientos útiles acerca de los mismos para el cazador (1921), Un inmortal sevillano. Murillo (1921) y Edificaciones antiguas de Sevilla (1928), era aficionado a la caza y fue condecorado con la distinción de caballero de la orden civil de Alfonso XII. Estuvo casado con Josefa Cornejo y Chico, fallecida en 1931. Murió a finales de diciembre de 1943.